# Berreman Township
Die Berreman Township ist eine von 23 Townships im Jo Daviess County im Nordwesten des US-amerikanischen Bundesstaates Illinois.

## Geografie
Die Berreman Township liegt im Nordwesten von Illinois. Die Grenze zu Iowa, die vom Mississippi gebildet wird, befindet sich rund 35 km westlich; die Grenze zu Wisconsin liegt rund 30 nördlich.
Die Berreman Township liegt im äußersten Südosten des Jo Daviess County auf 42°14′25″ nördlicher Breite und 89°56′23″ westlicher Länge und erstreckt sich über 46,6 km². Innerhalb des Jo Daviess County grenzt die Berreman Township im Westen an die Pleasant Valley Township im Nordwesten an die Stockton Township und im Norden an die Wards Grove Township. Die Township grenzt im Osten an das Stephenson County sowie im Süden an das Carroll County.

## Verkehr
Innerhalb der Berreman Township existieren keinerlei Fernstraßen. Nur untergeordnete und unbefestigte Fahrwege durchziehen die Township.
Die nächstgelegene Flugplätze sind der rund 100 km westnordwestlich in Iowa gelegene Dubuque Regional Airport, der rund 90 km nordwestlich in Wisconsin gelegene Platteville Municipal Airport und der rund 35 km östlich in Illinois gelegene Albertus Airport bei Freeport.

## Bevölkerung
Bei der Volkszählung im Jahr 2010 hatte die Township 147 Einwohner. Die gesamte Bevölkerung der Township lebt über das Gebiet verstreut und es existiert keine Siedlung.